# Těchlovice (Hradec Králové-i járás)
Těchlovice település Csehországban, a Hradec Králové-i járásban. Těchlovice Libčany, Radíkovice, Dolní Přím, Hvozdnice és Stěžery településekkel határos. Lakosainak száma 404 fő (2024. január 1.).

## Népesség
A település lakosságának változását az alábbi diagram mutatja:
| Lakosok száma | 561  | 548  | 527  | 361  | 333  | 311  | 359  | 346  | 358  | 404  |
|               | 1869 | 1890 | 1921 | 1950 | 1980 | 2001 | 2017 | 2019 | 2022 | 2024 |